# Graciela Speranza

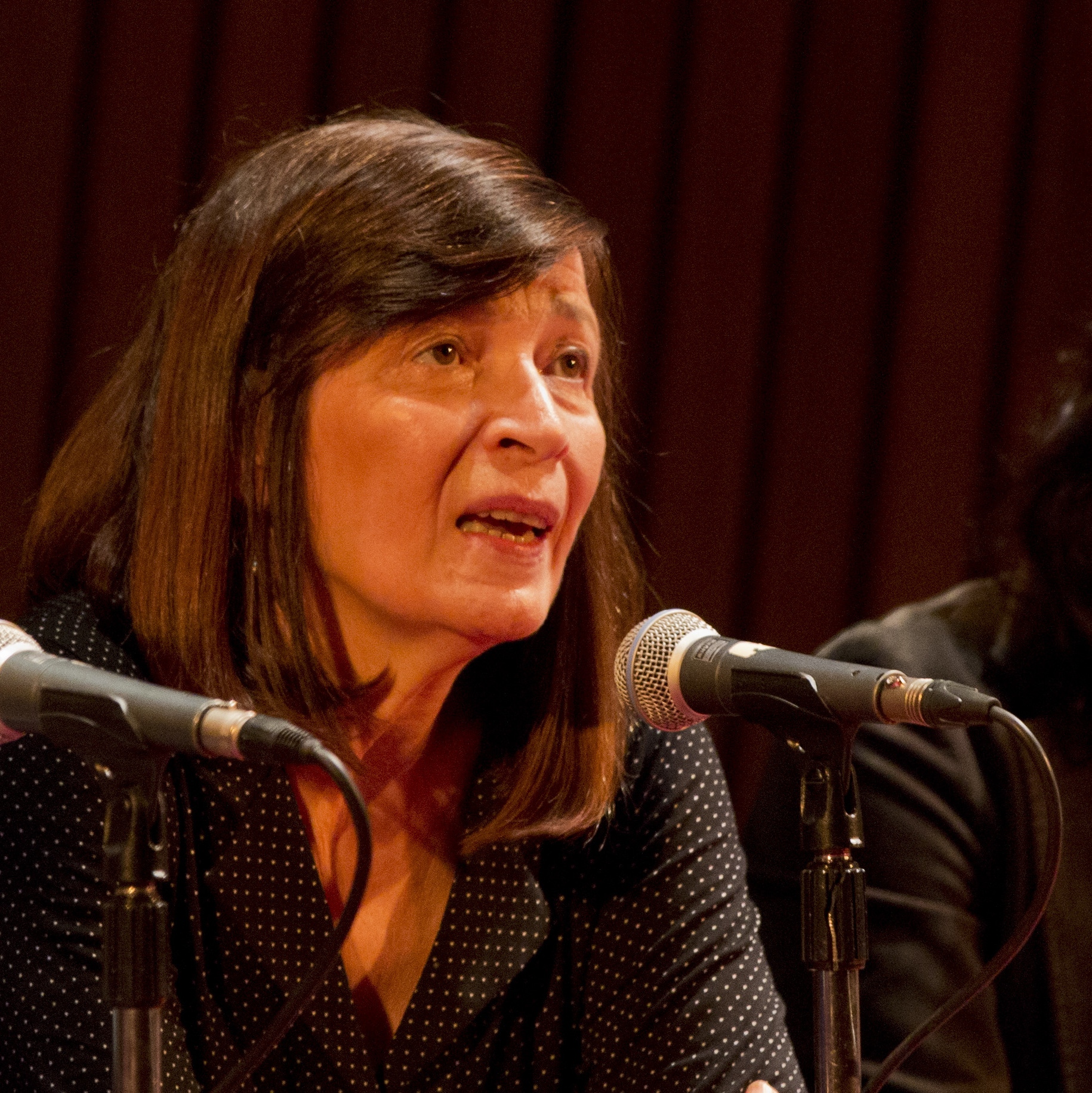
Graciela Speranza, 2015

Graciela Speranza (Buenos Aires, 1957) es crítica, narradora y guionista de cine. Se doctoró en letras en la Universidad de Buenos Aires donde enseña literatura argentina. Desde 2009 es profesora del Programa de artistas de la Universidad Torcuato Di Tella.

## Trayectoria
Desde 2003 dirige con Marcelo Cohen la revista Otra Parte sobre arte y literatura.  Speranza colaboró con textos en diversos periódicos de la Argentina, como Clarín, Página/12. En 2002, recibe la beca Guggenheim para desarrollar investigación sobre literatura argentina, artes visuales y cine. Fue profesora invitada en la Universidad de Columbia, en 2014, con el proyecto de investigación llamado "Nuevas configuraciones del tiempo en la narrativa y el arte contemporáneos". Los ensayos, críticas e investigaciones sobre arte y literatura de Speranza abarcan un campo vasto, que van desde la influencia de Duchamp en la literatura argentina al debate sobre el Surrealismo en América Latina.
Su libro Altas portátil de América .Arte y ficciones errantes fue finalista del premio Anagrama de ensayo. En el prefacio Speranza explica la relación de su ensayo con la exposición del filósofo Georges Didi-Huberman, en el Museo Nacional Centro de Arte Reina Sofía, (26 de noviembre de 2010 al 27 de marzo de 2011) Atlas. ¿Cómo llevar el mundo la cuestas?. Didi-Huberman interpreta el Atlas Mnemosyne de Aby Warburg en el procedimiento del montaje de esa exposición. Speranza propone un Atlas portátil compuesto por artistas y escritores diversos. Entre otros, cita los trabajos de Mario Bellatin, las pinturas de Guillermo Kuitca, las esculturas de Tomás Saraceno, Francis Alÿs y de Doris Salcedo. En 2017 publicó Cronografías. Arte y ficciones de un tiempo sin tiempo, un ensayo dedicado a las formas contemporáneas de representación artística del tiempo y una discusión acerca del modo en que tendemos a pensar en él en un momento histórico en que la imposibilidad de concebir un futuro viable en un planeta devastada por la acción del capital sin freno y la aceleración de los flujos de información parecen condenarnos a habitar "un presente embriagado de presente". Las obras de artistas y escritores del siglo XXI que el ensayo reúne renuevan sus medios y sus formas en cronografías singulares hechas de imágenes, ficciones, instalaciones y presencias que rizan la flecha del tiempo, se liberan de la tiranía de los relojes, tensan la duración del presente o componen constelaciones con restos de otros lugares y otros tiempos.
En 2024 fue reconocida con el Premio Konex de Platino a las Letras por su trabajo en la última década en Ensayo Sobre Artes.

## Obras
- Graciela Speranza, Beatriz Sarlo (Prólogo); Alejandra López (fotografías). Primera persona. Ed. Norma, 1995.
- Guillermo Kuitca. Obras 1982-1998. Conversaciones con Graciela Speranza. Ed. Norma, 1998.
- Razones intensas, Conversaciones sobre arte. Ed. (?), 1999.
- Manuel Puig: Después del fin de la literatura. Ed. Norma, 2000.
- Oficios ingleses. Ed. Norma, 2003. (Romance).
- En el aire. Buenos Aires: Alfaguara, 2010 (Romance).
- Fuera de campo. Literatura y arte argentinos después de Duchamp. Barcelona: Anagrama, 2006.
- Atlas portátil de América Latina. Arte y ficciones errantes. Barcelona: Anagrama, 2012.
- Dawn Ades; Rita Eder, Graciela Speranza (org.). Surrealism in Latin America: Vivísimo Muerto (Issues & debates). Getty Research Institute; (16 Oct. 2012).
- Cronografías. Arte y ficciones de un tiempo sin tiempo. Barcelona: Anagrama. 2017.[13]